# بني سعيد (تطوان)
بني سعيد هي قرية مغربية شمال المملكة. تنتمي بني سعيد لعمالة تطوان الساحلي. تضم هذه القرية 8.219 نسمة (إحصاء 2004).